# Selenomorphus pallidus
Selenomorphus pallidus är en insektsart som beskrevs av Evans 1974. Selenomorphus pallidus ingår i släktet Selenomorphus och familjen dvärgstritar. Inga underarter finns listade i Catalogue of Life.